# 萨姆丹
萨姆丹（Samdhan），是印度北方邦Kannauj县的一个城镇。总人口25310（2001年）。

## 人口
该地2001年总人口25310人，其中男性13323人，女性11987人；0—6岁人口5373人，其中男2762人，女2611人；识字率34.66%，其中男性为43.72%，女性为24.59%。